# Epping Ongar Railway
| Dieseltriebwagen der BR-Klasse 117 |                      |                                             |                                             |
| |                      |                                             |                                             |
| Streckenlänge: | 10,4 km              |                                             |                                             |
| Spurweite: | 1435 mm (Normalspur) |                                             |                                             |
| |                      |                                             |                                             |
| \| \| \| Ongar \| \| \| \| Blake Hall (1981 geschlossen) \| \| \| \| North Weald \| \| \| \| M11 \| \| \| \| Coopersale \| \| \| \| ehem. London Underground (1994 stillgelegt) \| \| \| \| Epping \| \| \| \| Central Line \| |                      |                                             |                                             |
| Kopfbahnhof Streckenanfang |                      | Ongar                                       | Ongar                                       |
| ehemaliger Haltepunkt / Haltestelle |                      | Blake Hall (1981 geschlossen)               | Blake Hall (1981 geschlossen)               |
| Haltepunkt / Haltestelle |                      | North Weald                                 | North Weald                                 |
| |                      | M11                                         |                                             |
| Haltepunkt / Haltestelle Strecke ab hier außer Betrieb |                      | Coopersale                                  | Coopersale                                  |
| Strecke (außer Betrieb) |                      | ehem. London Underground (1994 stillgelegt) | ehem. London Underground (1994 stillgelegt) |
| U-Bahn-Kopfbahnhof mit Eisenbahn Strecke bis hier außer Betrieb |                      | Epping                                      | Epping                                      |
| U-Bahn-Strecke |                      | Central Line                                | Central Line                                |

Die Epping Ongar Railway ist eine Museumsbahn in der englischen Grafschaft Essex. Sie befährt den 10,4 km langen Streckenabschnitt zwischen Epping und Ongar, der ursprünglich von der Great Eastern Railway erbaut und später von der Central Line der London Underground genutzt wurde. Der U-Bahn-Betrieb wurde 1994 eingestellt, doch zehn Jahre später reaktivierte ein Verein die Strecke und führte einen Museumsbahnbetrieb mit Dieseltriebwagen durch. Nach einem Besitzerwechsel ruhte der Betrieb ab 2007, um die Strecke zu sanieren. Seit der Wiedereröffnung im Jahr 2012 werden auch Fahrten mit Dampflokomotiven angeboten.

## Streckengeschichte
Die Great Eastern Railway (GER) eröffnete am 24. April 1865 den Streckenabschnitt von Loughton über Epping nach Ongar (der südlich davon befindliche Abschnitt zwischen Stratford und Loughton war neun Jahre zuvor von der Vorgängergesellschaft Eastern Counties Railway eröffnet worden). Während das Teilstück Loughton–Epping in den 1890er Jahren zweigleisig ausgebaut wurde, blieb das Teilstück Epping–Ongar stets eingleisig. Damals verkehrten zwischen London und Ongar täglich 14 Züge. 1923 ging die GER in der London and North Eastern Railway (LNER) auf, diese wiederum 1948 in British Railways (BR).

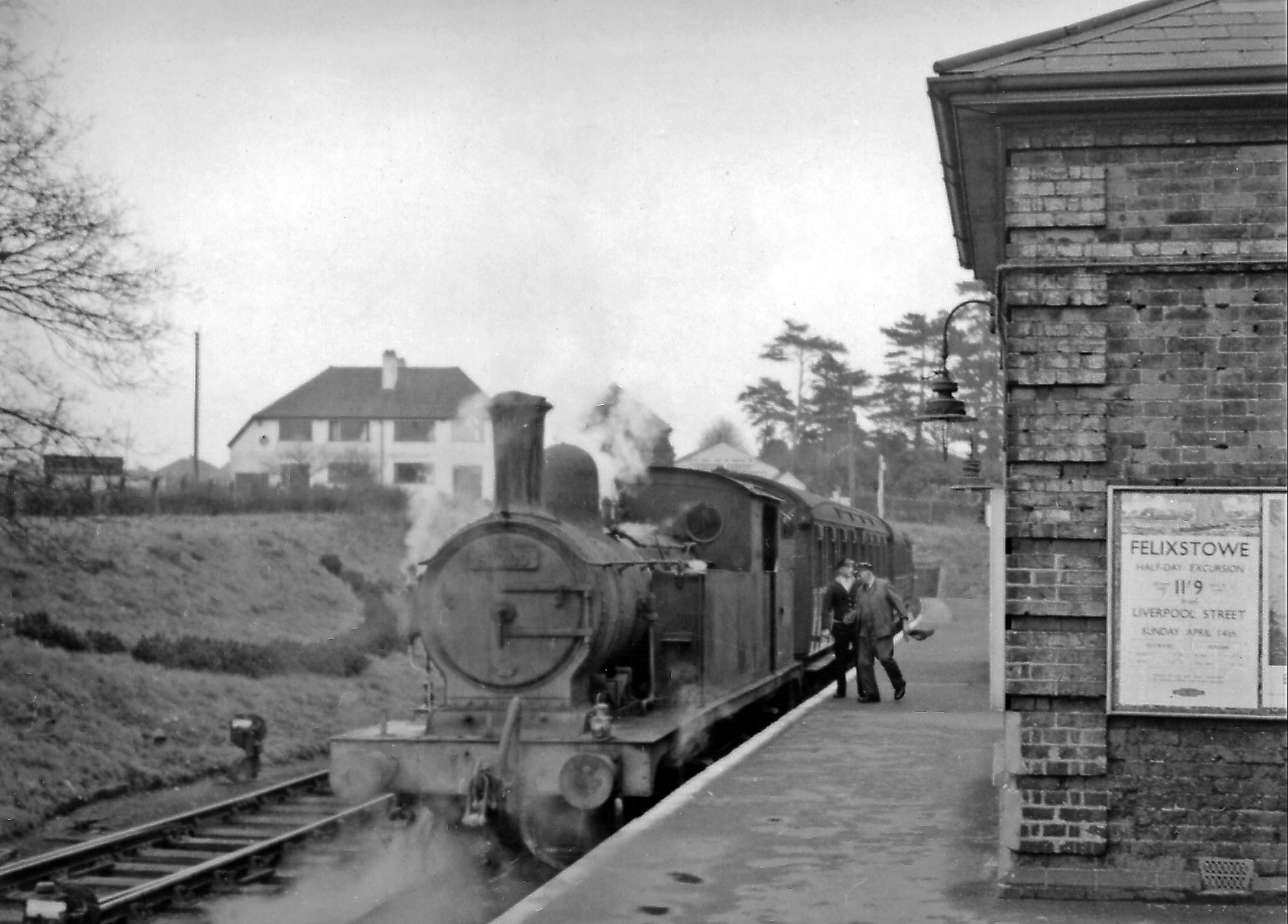
Bahnhof Ongar im März 1957

Während des Zweiten Weltkriegs verringerte die LNER die Anzahl der täglichen Fahrten von London nach Ongar auf sieben. In der zweiten Hälfte der 1940er Jahre setzte der London Passenger Transport Board ein ambitioniertes Investitionsprogramm um, das New Works Programme. Am 25. September 1949 ging der Betrieb von BR an London Underground über, wobei die Züge der Central Line vorerst nur bis Epping verkehrten. Die folgenden acht Jahre verkehrten zwischen Epping und Ongar weiterhin dampfbetriebene BR-Züge. Mit dem Abschluss der Elektrifizierung fuhren U-Bahn-Züge ab dem 18. November 1957 bis Ongar. Der bescheidene Güterverkehr wurde weiterhin mit Dampflokomotiven durchgeführt, der letzte Güterzug verkehrte am 18. April 1966.
Die Elektrifizierung war so kostengünstig wie möglich durchgeführt worden. Der Spannungsabfall auf dem am weitesten entfernten Streckenabschnitt der Central Line (Blake Hall – Ongar) war zu groß, um die üblichen Acht-Wagen-Züge verkehren zu lassen. Ein weiterer Hinderungsgrund waren die zu kurzen Bahnsteige. Aus diesem Grund mussten die Fahrgäste in Epping in einen Pendelzug mit zwei oder drei Wagen umsteigen, um nach Ongar zu gelangen. Stetig sinkende Fahrgastzahlen führten zur Ausdünnung des Fahrplans, da selbst auf dem Höhepunkt im Jahr 1971 nur 750 Fahrgäste täglich die Strecke nutzten. 1976 wurden die Ausweiche in North Weald entfernt und das dortige Stellwerk mit Baujahr 1888 außer Dienst gestellt.
London Underground wollte die Strecke Epping–Ongar am 6. Oktober 1980 ganz stilllegen, verzichtete aber zunächst darauf. Gleichwohl wurde die kaum noch genutzte Station Blake Hall am 31. Oktober 1981 geschlossen. Ebenso verkehrten die Züge nur noch werktags zu den Hauptverkehrszeiten. In den 1990er Jahren nutzten nur noch etwa 80 Fahrgäste täglich die Strecke, jeder Fahrgast verursachte einen Verlust von sieben Pfund. Schließlich wurde der stark defizitäre U-Bahn-Betrieb am 30. September 1994 endgültig eingestellt.

## Kauf und Wiedereröffnung

Das Unternehmen Pilot Developments (später Epping Ongar Railway Ltd.) kaufte die nicht mehr genutzte Strecke im Jahr 1998. Die Ongar Railway Preservation Society hatte 325.000 Pfund angeboten, doch Pilot Developments überzeugte London Underground nach Ablauf der Frist davon, ein leicht höheres Angebot anzunehmen. Der unabhängige Unterhausabgeordnete Martin Bell sprach vom „umstrittensten Grundstücksgeschäft der letzten Jahre in diesem Wahlkreis“ und spielte auf mögliche Interessenkonflikte lokaler Politiker an.
Ein Verein von Freiwilligen, die Epping Ongar Railway Volunteer Society (EORVS), setzte Strecke und Gebäude wieder instand. Am 10. Oktober 2004 nahm sie zwischen Ongar und North Weald den Museumsbetrieb mit Dieseltriebwagen auf (jeweils an Sonntagen). Kurze Zeit später verkehrten die Züge bis Coopersale, einer neuen Haltestelle unweit von Epping. In Zusammenhang mit der Baugenehmigung für eine neue Wohnsiedlung in Ongar wurde die Bahn drei Jahre später an einen Privatbesitzer verkauft, der entschlossen war, auch Dampfzüge verkehren zu lassen. Im Dezember 2007 entschieden die Verantwortlichen, den Museumsbahnbetrieb vorerst einzustellen und in der Zwischenzeit die Infrastruktur weiter zu verbessern. Am 25. Mai 2012, exakt 150 Jahre nach Gründung der Great Eastern Railway, wurde der Museumsbetrieb wieder aufgenommen. Während der Olympischen Sommerspiele 2012, die überwiegend im nahen Stratford stattfanden, verkehrten die Museumszüge täglich.

## Museumsbahnbetrieb
Die Epping Ongar Railway führt ihren Museumsbahnbetrieb ganzjährig durch, üblicherweise an Wochenenden und an Bankfeiertagen. Hinzu kommen Fahrten zu besonderen Anlässen wie z. B. die „Santa Specials“ vor Weihnachten.
Der Betrieb ist üblicherweise zweigeteilt:
- von Ongar nach North Weald: Zugfahrten mit Dampf- und Diesellokomotiven
- von North Weald nach Coopersale: Zugfahrten mit Dieseltriebwagen

Außerdem fahren historische Omnibusse auf drei verschiedenen Linien in der Umgebung.

## Fahrzeuge
Zurzeit (2015) umfasst der Fuhrpark der Epping Ongar Railway 15 Triebfahrzeuge, darunter drei Dampflokomotiven, neun Diesellokomotiven, ein Dieseltriebwagen, ein dieselelektrischer Triebwagen und ein Elektrotriebwagen. Hinzu kommen verschiedene Eisenbahnwagen ein Bahnpostwagen, zwei Bremswagen, zehn Güterwagen und vier Sonderfahrzeuge.

## Bilder

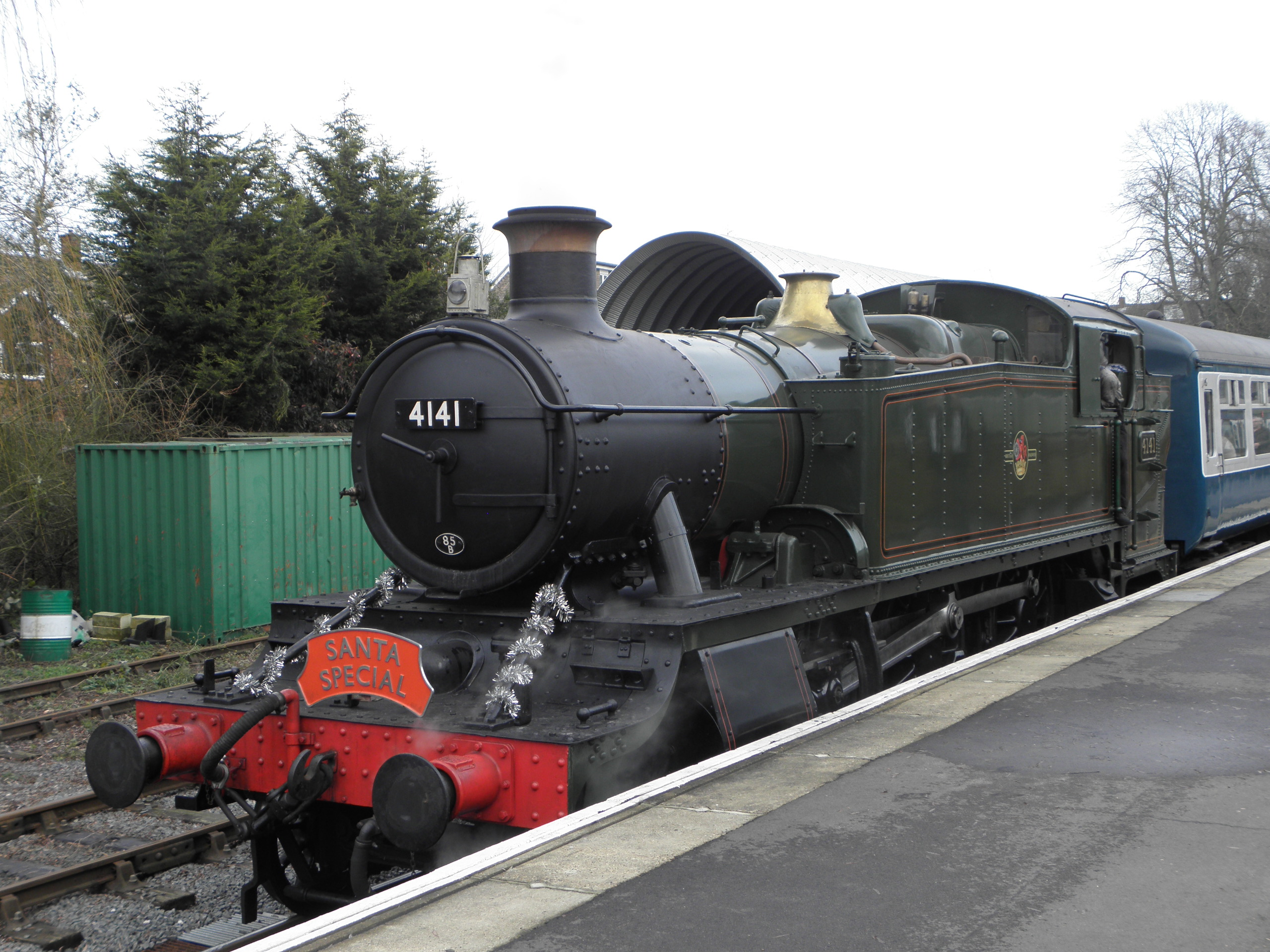
Dampflok Klasse 5101 (Great Western Railway)
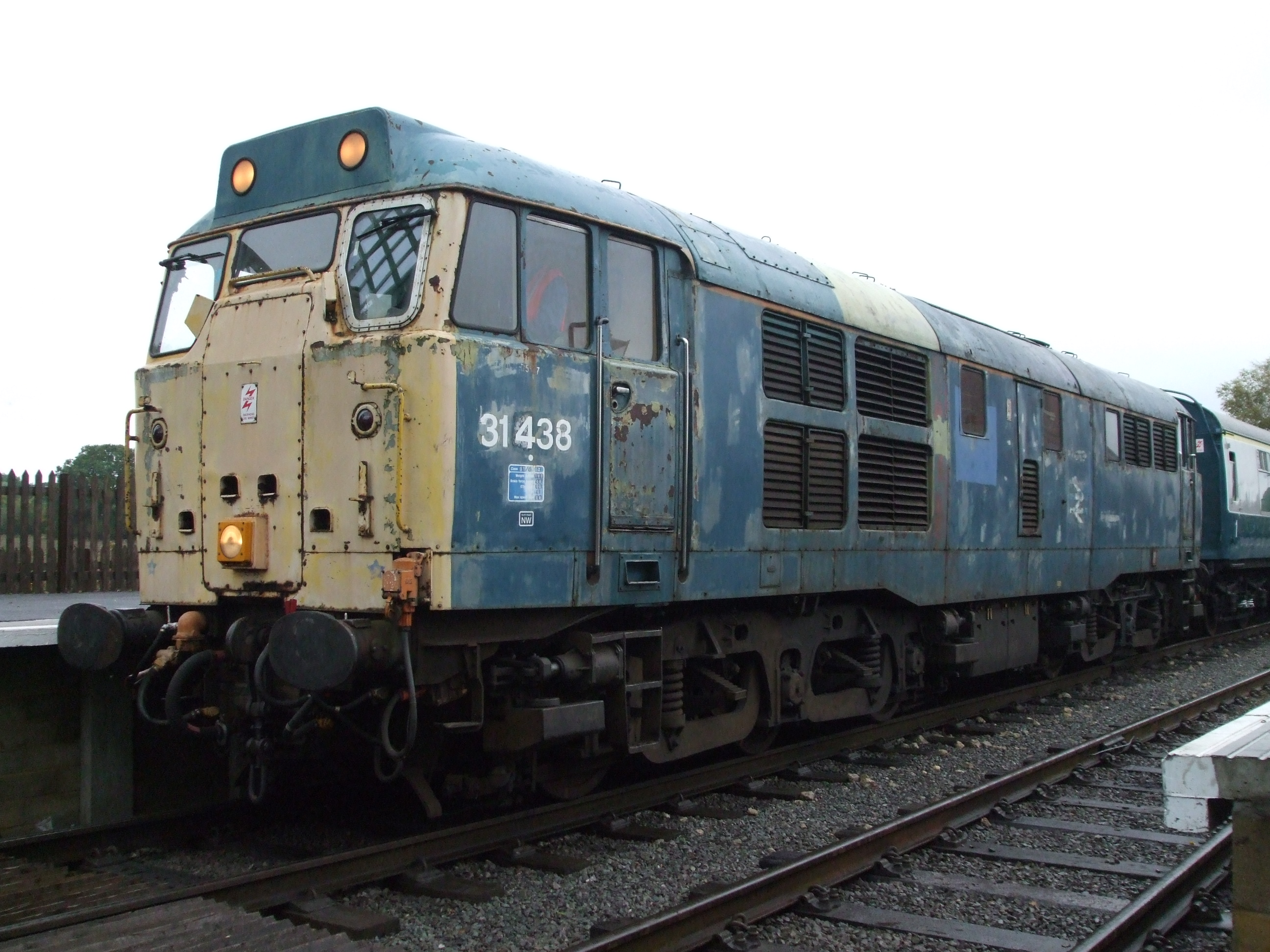
Diesellok Klasse 31 (British Railways)
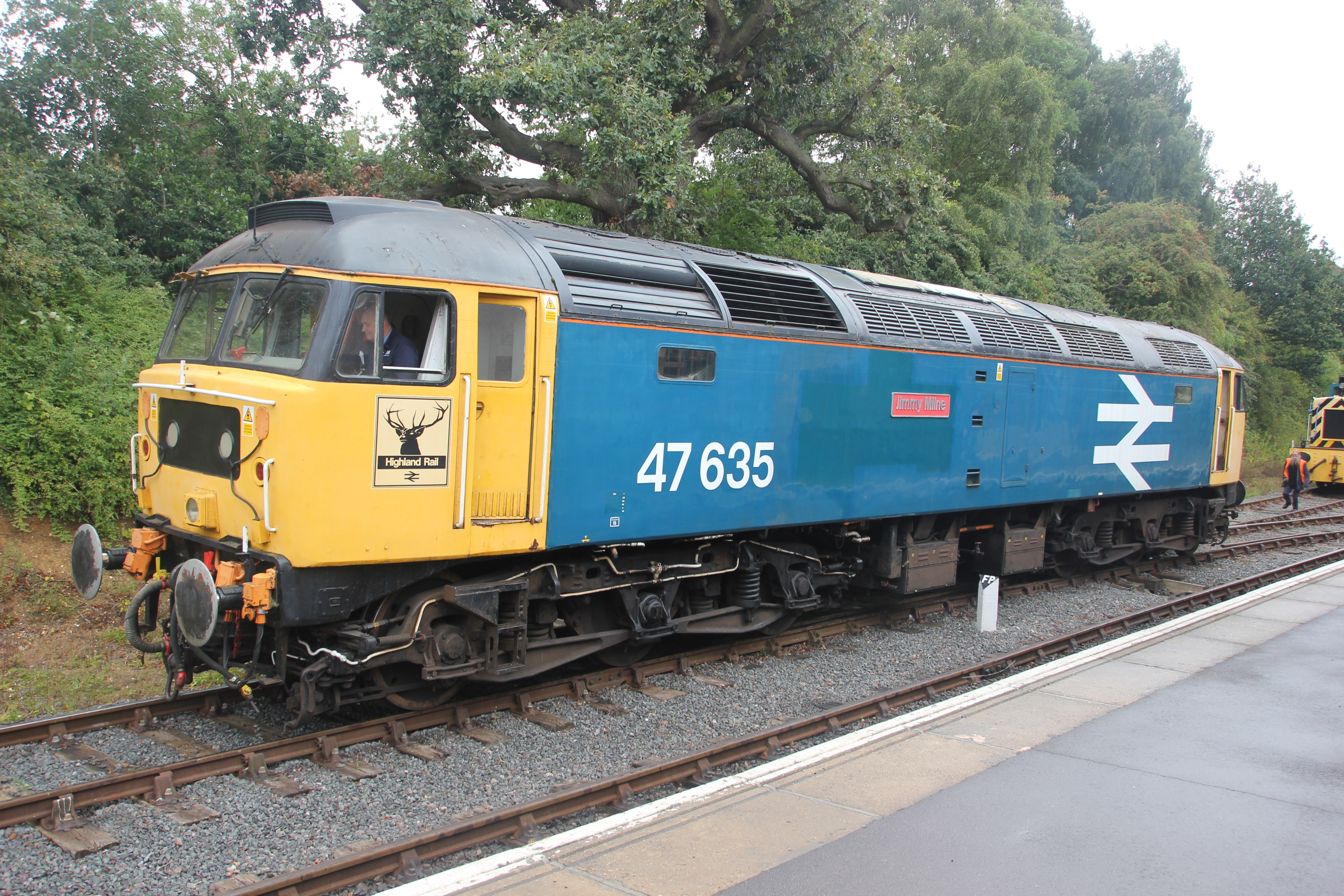
Diesellok Klasse 47 (British Railways)
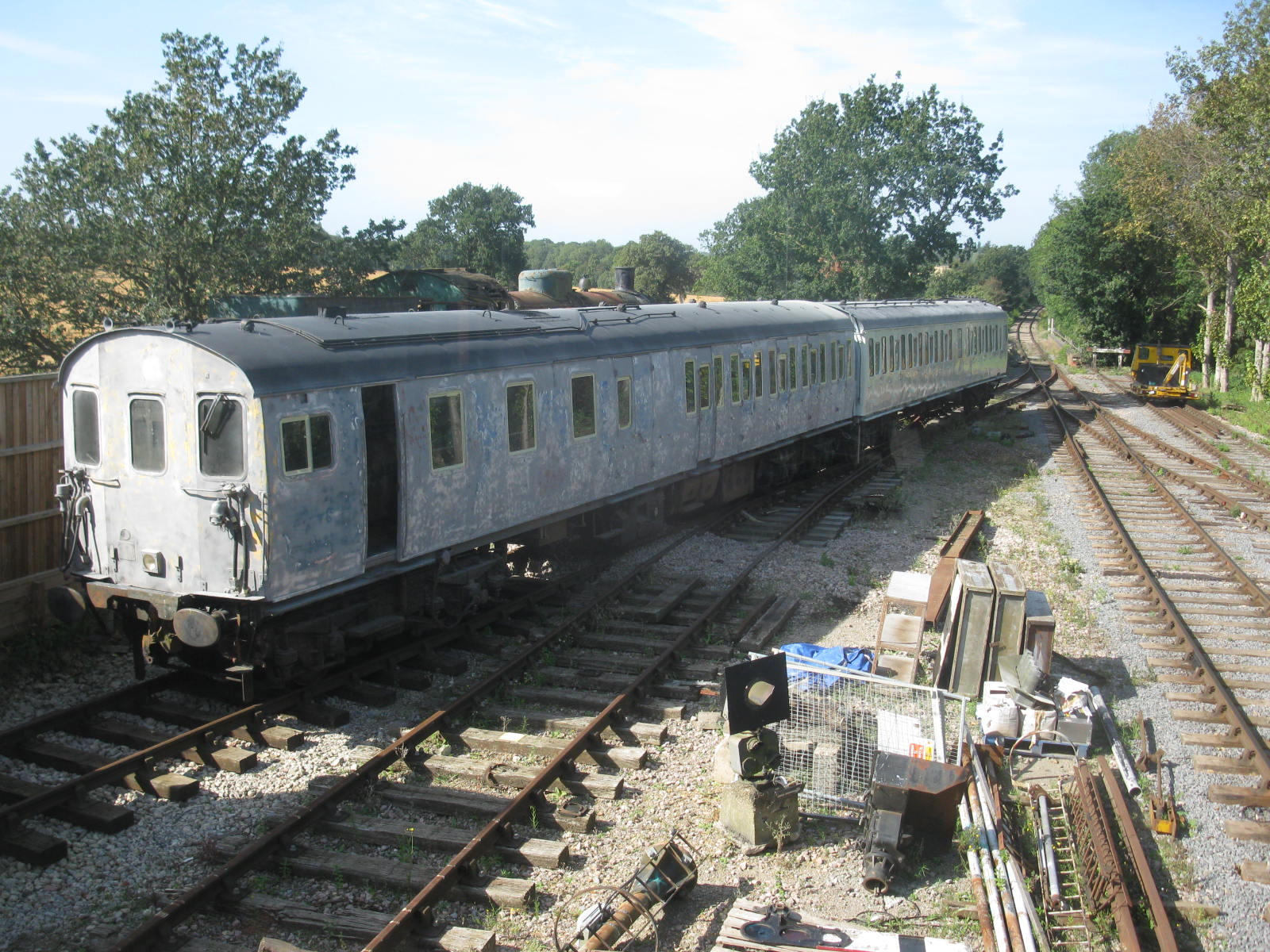
Dieselelektrischer Triebwagen Klasse 205 (British Railways)
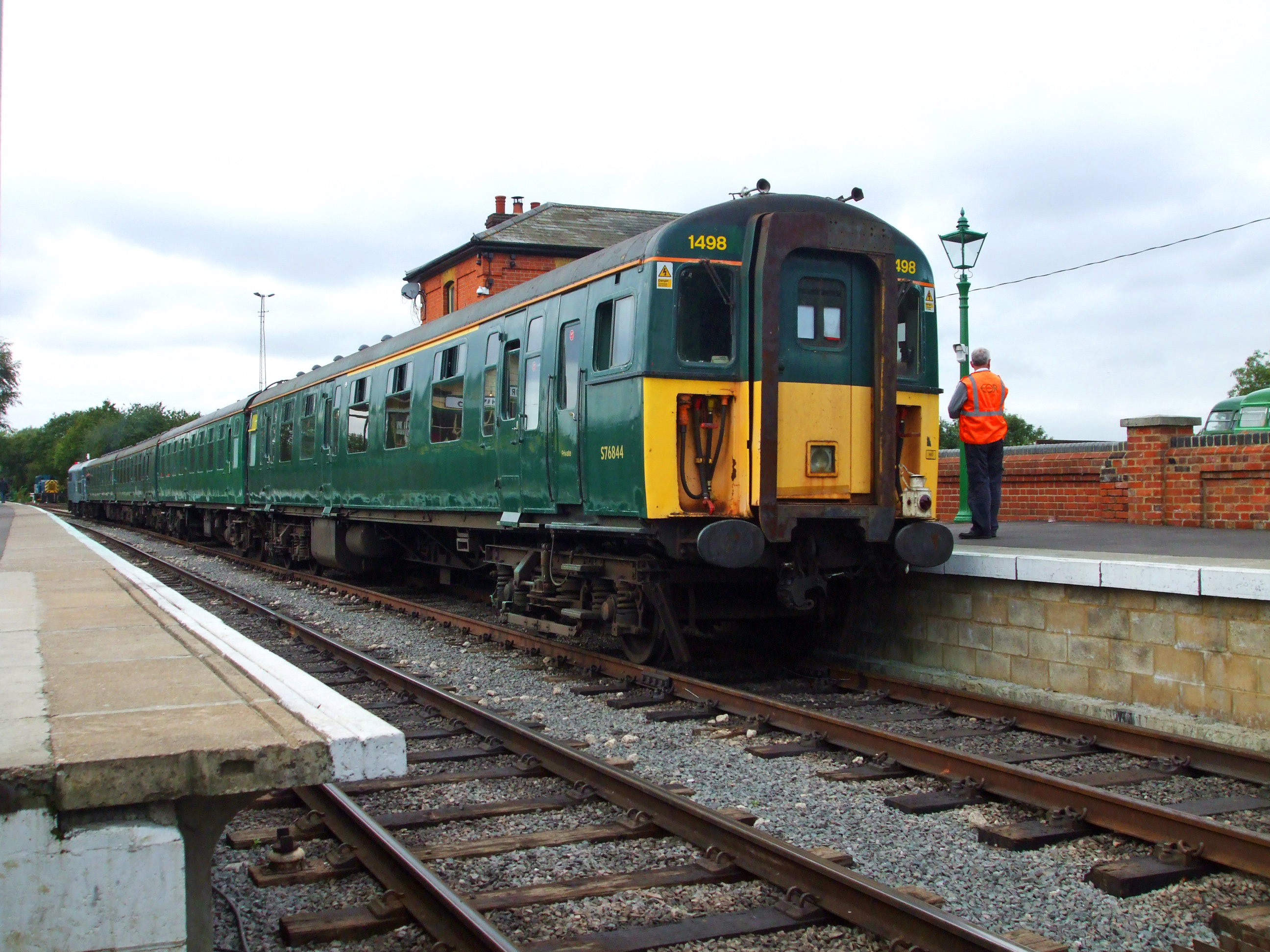
Elektrotriebwagen Klasse 421 (British Railways)

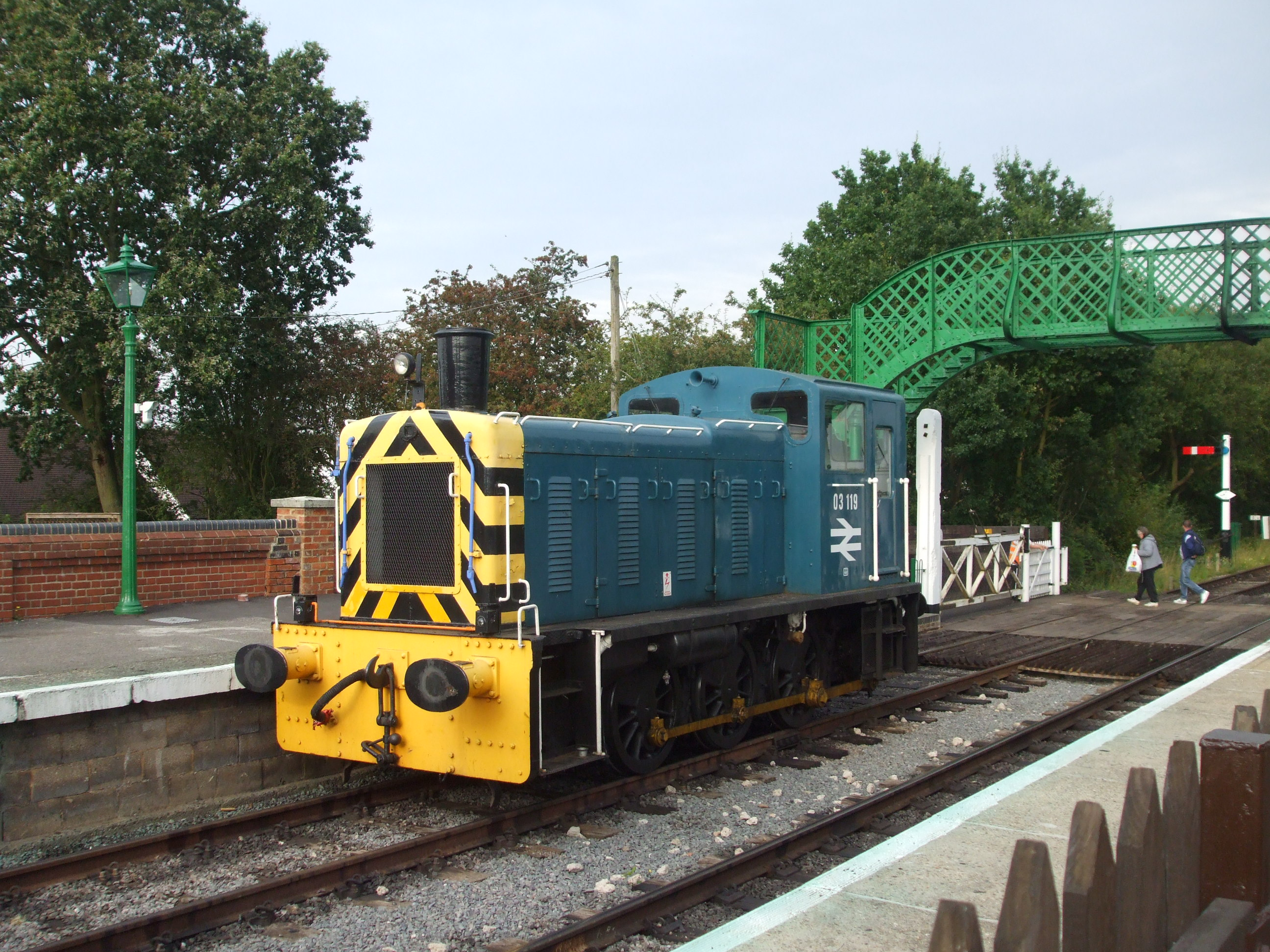
Dieselrangierlok Klasse 03 (British Railways)
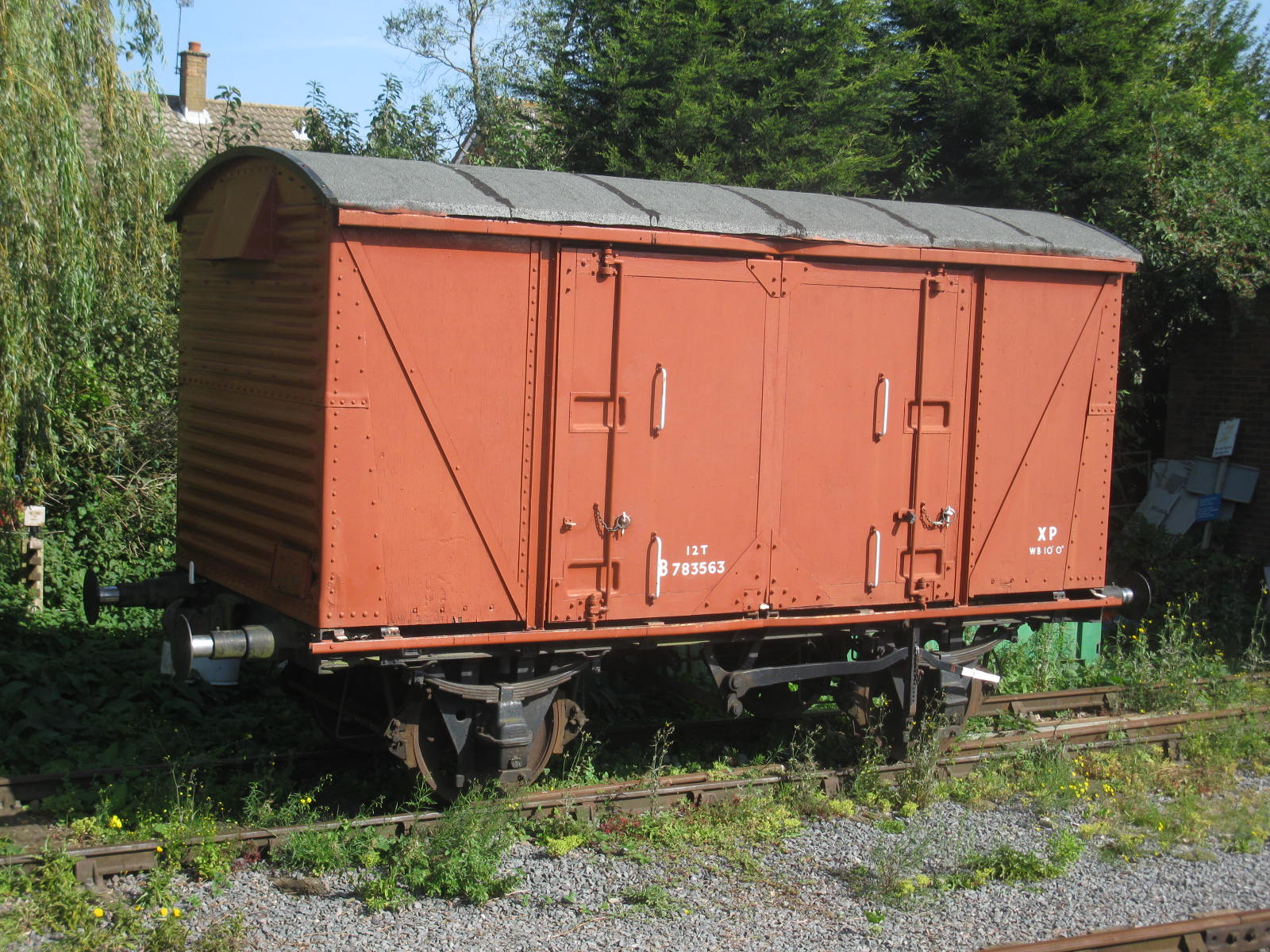
Vanwide-Güterwagen (British Railways)
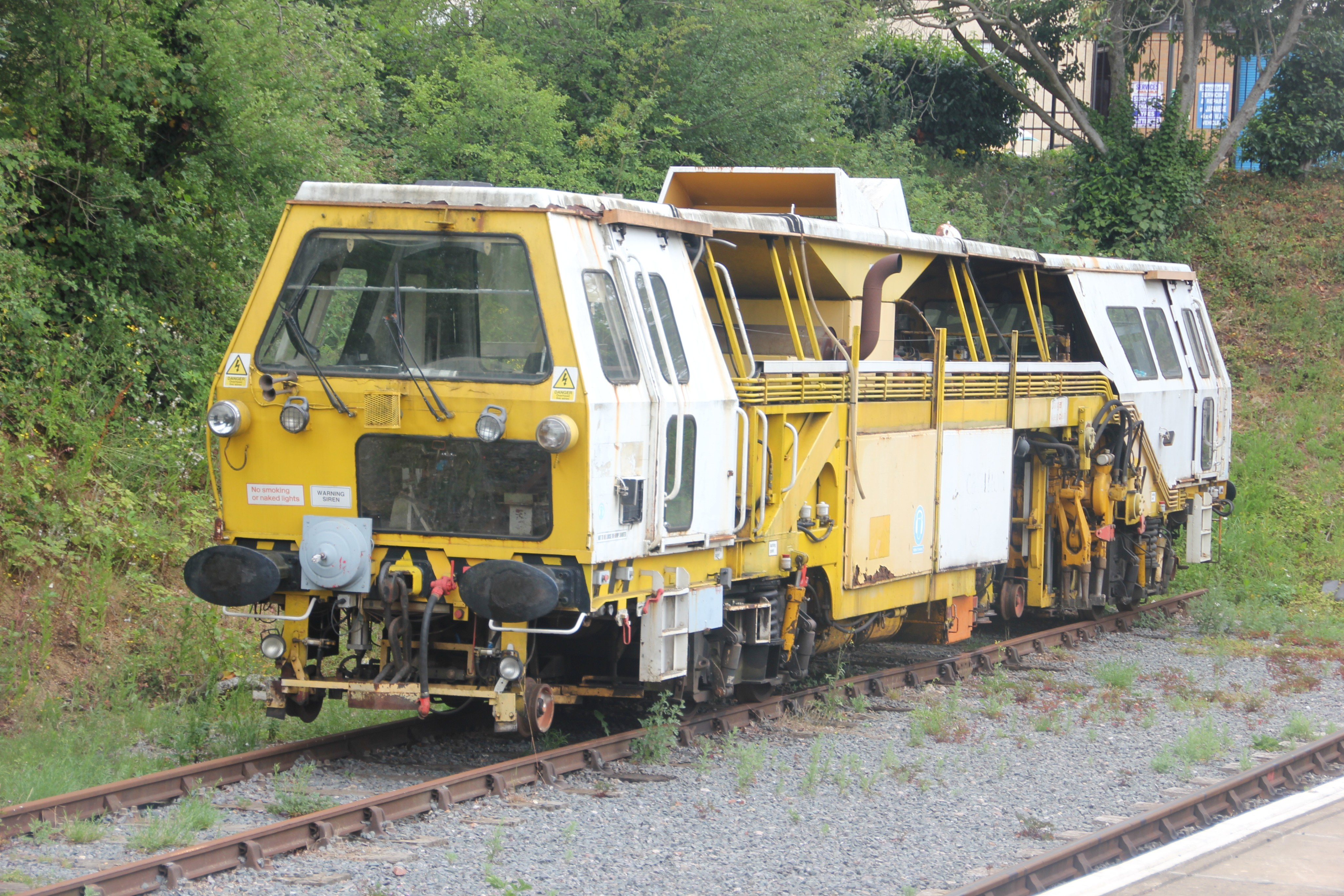
Schienenschleifwagen
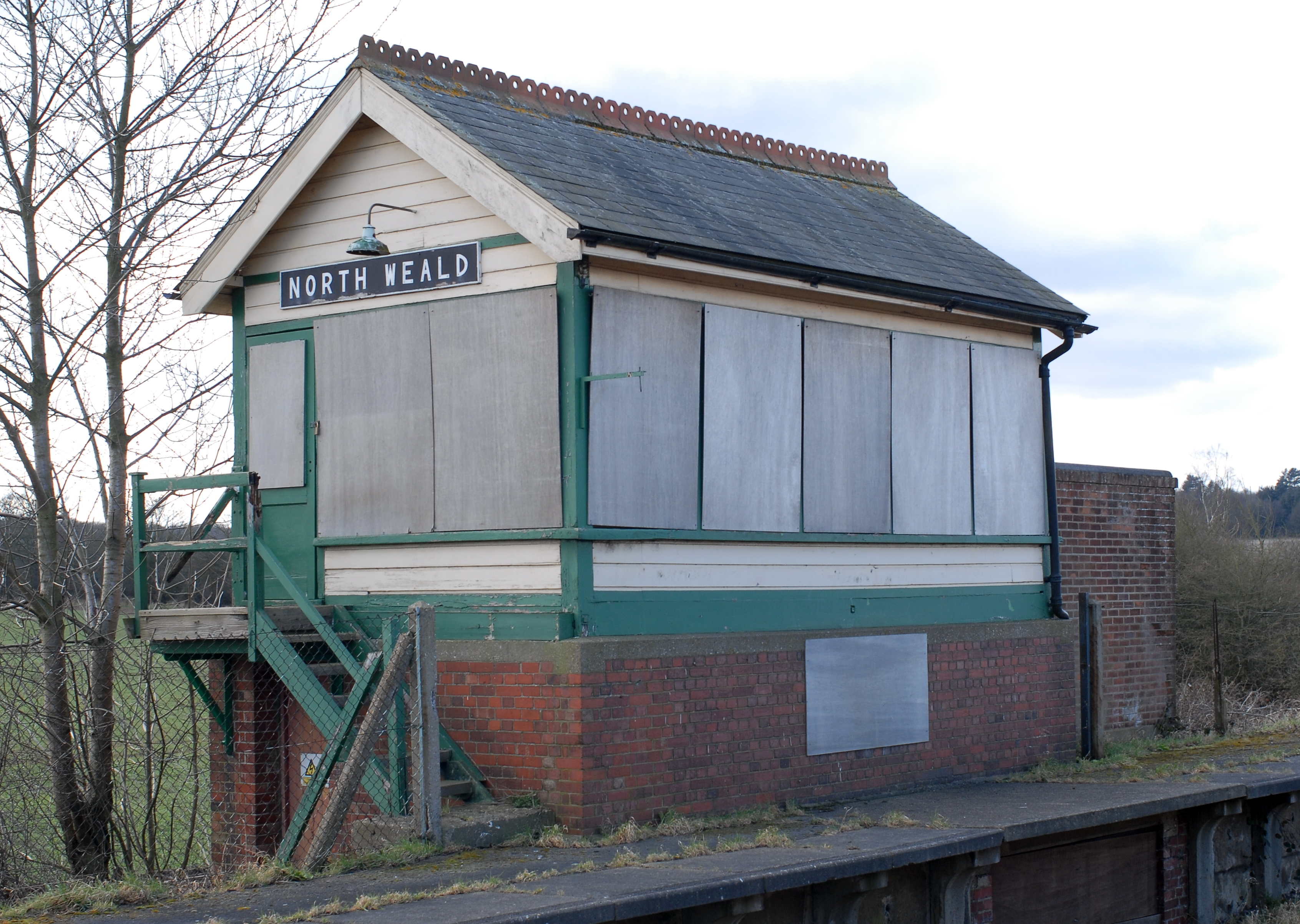
Stellwerk North Weald
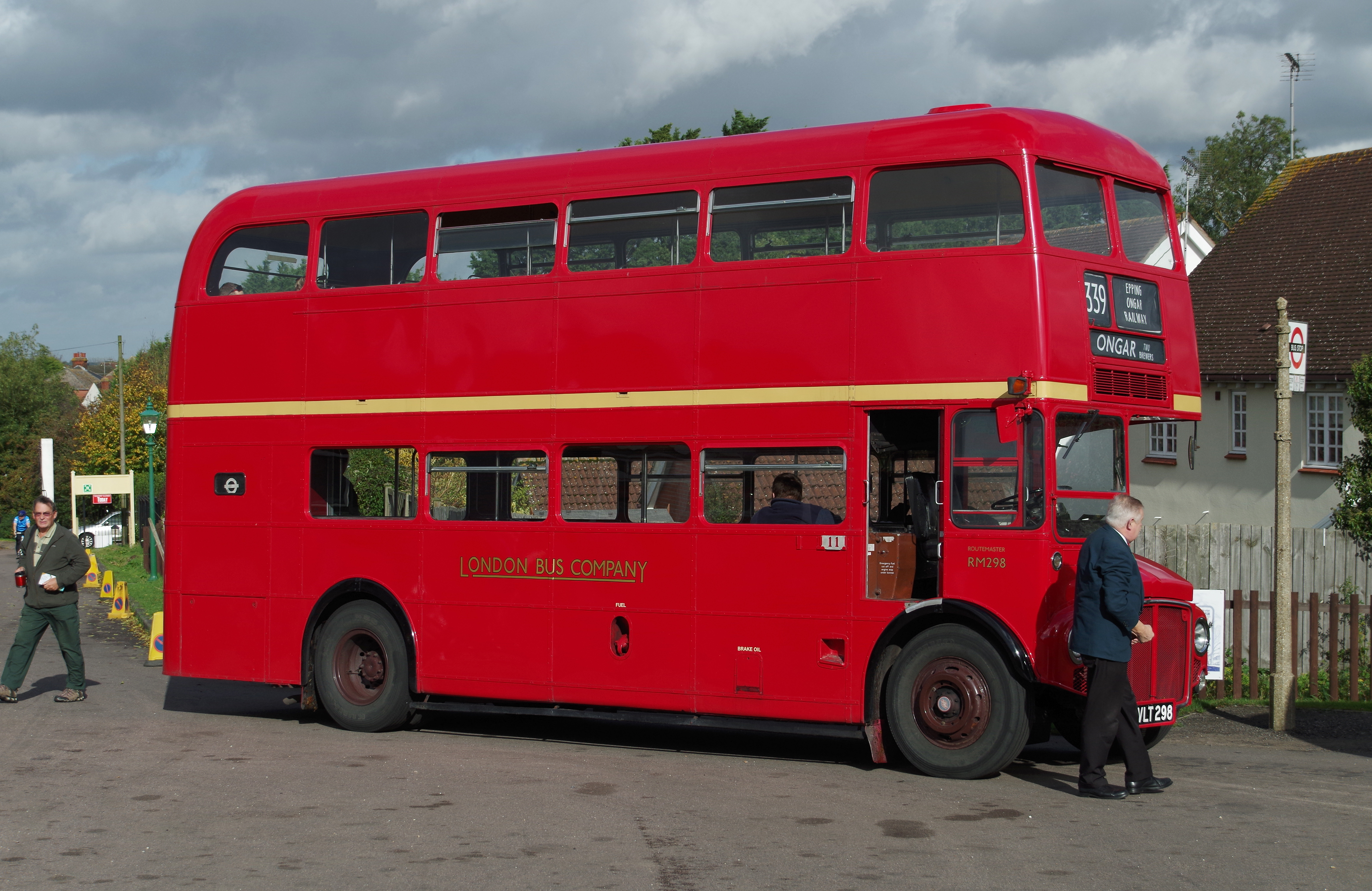
Routemaster-Doppeldeckerbus